# WarioWare: Touched!
WarioWare: Touched! (Japans: さわるメイドインワリオ; Sawaru Made in Wario) is een computerspel dat werd ontwikkeld door Intelligent Systems en uitgegeven door Nintendo. Het spel kwam in Europa op 11 maart 2005 uit voor de Nintendo DS. WarioWare Touched! is het derde deel uit de WarioWare-reeks, voorlopers waren: WarioWare, Inc.: Minigame Mania en WarioWare, Inc.: Mega Party Game$ voor de Game Boy Advance en de Nintendo GameCube. Het doel van het spel is om mini-games binnen de tijd te voltooien, waar je in dit deel gebruikmaakt van het touchscreen en de microfoon van de Nintendo DS.
Bij de lancering van de Nintendo DS werd Wario Ware Touched! uitgegeven. De minigames bestuurde je met het Touchscreen van de Nintendo DS. Deze nieuwe manier van spelen zorgde er dan ook voor dat Wario Ware Touched! een van de betere verkochte launchgames van de Nintendo DS was.

## Ontvangst
Het spel werd overwegend positief ontvangen:
| Beoordeeld door      | Jaar | Score |
| -------------------- | ---- | ----- |
| GameSpy              | 2005 | 90%   |
| Armchair Empire, The | 2005 | 88%   |
| Go Fanboy            | 2005 | 85%   |
| Purojuegos           | 2007 | 80%   |
| G4 TV: X-Play        | 2005 | 80%   |
| GameCola.net         | 2005 | 79%   |
| Game Freaks 365      | 2005 | 78%   |
| Diehard GameFan      | 2005 | 75%   |
| GameSpot             | 2005 | 72%   |
| videogamer.com       | 2005 | 70%   |